# Maître des Vitae Imperatorum

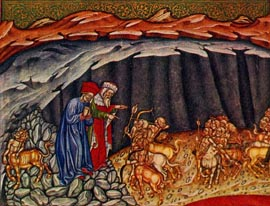
Dante et Virgile rencontent trois centaures parmi d'autres.

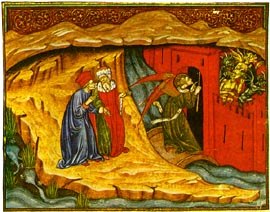
Dante et Virgile observent le messager celeste qui ouvre la porte. (L'Enfer IX)

Le nom de convention de Maître des Vitae Imperatorum a été donné en 1912 par l'historien de l'art Pietro Toesca à l'auteur anonyme des miniatures qui illustrent une traduction italienne des Vitae imperatorum de Suétone, datée de 1431, réalisée pour Filippo Maria Visconti.

## Biographie
Après avoir été l'élève de Tomasino da Vimercate, il est à la tête d’un atelier florissant et reçoit de nombreuses commandes de Filippo Maria Visconti, duc de Milan, entre 1412 et 1447. Il réalise notamment pour le duc le Bréviaire de Marie de Savoie, vers 1430, et un Enfer de Dante, autour de 1438, conservé un temps à la Bibliothèque Visconteo Sforzesca et aujourd’hui réparti entre la Bibliothèque nationale de France, la Bibliothèque municipale d’Imola et une collection privée. Il s’inscrit dans la grande tradition lombarde de Giovannino de' Grassi et de Michelino da Besozzo, son contemporain. Son style s'apparente au gothique tardif dit gothique international qui se répandit dans de nombreuses cours d'Europe au XVe siècle.
Il a été confondu un temps avec le Maître Olivetain, actif  à Milan entre 1425 et 1450, en raison du fait que celui-ci travaillait probablement dans le même atelier.

## Œuvres
En 1996, deux manuscrits latins du fonds ancien de la Bibliothèque apostolique vaticane ont été attribués avec certitude au Maître des Vitae Imperatorum (lat. 171 et lat. 7636)
- Inferno de Dante, Bibliothèque nationale de France, inv. 2617[5]
- Il Dittamondo de Fazio degli Uberti, Bibliothèque nationale de France[6]
- Bréviaire de Marie de Savoie, Bibliothèque municipale de Chambéry (en collaboration avec Belbello da Pavia)[7]
- Enluminure d'un manuscrit pontifical, Fitzwilliam Museum, Cambridge[8]
- Feuille d'un graduel contenant une lettre historiée représentant le Martyre de saint Laurent, Allen Memorial Art Museum[9].
- Bréviaire, Walters Art Museum[10].
- Collectarum Orationum, Biblioteca Capitolare, Milan, daté de 1420-1430
- Officium Beatiae Virgini, Bibliothèque universitaire de Bologne, daté de 1445-1450
- Liber Meditationum, Biblioteca Trivulziana, Milan
- Messàle, Biblioteca nazionale braidense, Milan